# Personal File
Personal File je kompilacija Johnnyja Casha, objavljena 23. svibnja 2006. u izdanju Legacy Recordingsa. Personal File sadrži 49 neobjavljenih pjesama na 2 CD-a snimljenih između 1973. i 1982.

## Popis pjesama

### Disk 1
1. "The Letter Edged in Black" (H. Navada) – 2:39
2. "There's a Mother Always Waiting at Home" (James Thornton) – 4:21
3. "The Engineer's Dying Child" (H. Neil/G. Davis) – 2:07
4. "My Mother Was a Lady" (E. Marks) – 3:36
5. "The Winding Stream" (A. P. Carter) – 2:37
6. "Far Away Places" (Alex Kramer/Joan Whitney Kramer) – 2:23
7. "Galway Bay" (Dr. A. Colahan) – 1:45
8. "When I Stop Dreaming" (C. Louvin/I. Louvin) – 3:11
9. "Drink to Me Only With Thine Eyes" (Ben Jonson/Tradicionalna) –  3:32
10. "I'll Take You Home Again Kathleen" (T.P. Westendorf) – 2:28
11. "Missouri Waltz" (J.R. Shannon/F.K. Logan-Eppel) – 2:00
12. "Louisiana Man" (D. Kershaw/B. Deaton) – 3:28
13. "Paradise" (John Prine) – 3:03
14. "I Don't Believe You Wanted to Leave" (J. Tubb) – 2:56
15. "Jim, I Wore a Tie Today" (C. Walker) – 2:47
16. "Saginaw, Michigan" (B. Anderson/D. Wayne) – 2:29
17. "When It's Springtime in Alaska (It's Forty Below)" (Johnny Horton/T. Franks) – 2:16
18. "Girl in Saskatoon" (J. Horton) – 2:17
19. "The Cremation of Sam McGee" (Poema Roberta W. Servicea) – 5:33
20. "Tiger Whitehead" (Cash/N. Winston) – 4:44
21. "It's All Over" (Cash) – 2:49
22. "A Fast Song" (Cash) – 2:32
23. "Virgie" (Cash) – 2:57
24. "I Wanted So" (Cash) – 2:41
25. "It Takes One to Know Me" (Carlene Carter) – 3:14

### Disk 2
1. "Seal It in My Heart and Mind" (Cash) – 1:51
2. "Wildwood in the Pines" (Rodney Crowell) – 2:41
3. "Who at My Door Is Standing" (M.B.C. Slade/A.B. Everett) – 2:31
4. "Have Thine Own Way Lord" (A. Pollard/G. Stebbins) – 3:43
5. "Lights of Magdala" (L. Murray) – 2:26
6. "If Jesus Ever Loved a Woman" (Nepoznato) – 2:39
7. "The Lily of the Valley" (C.W. Fry/W.S. Hays) – 1:45
8. "Have a Drink of Water" (Nepoznato) – 3:36
9. "The Way Worn Traveler" (A. P. Carter) – 2:03
10. "Look Unto the East" (Cash) – 2:12
11. "Matthew 24 (Is Knocking at the Door)" (Cash/June Carter Cash) – 1:57
12. "The House Is Falling Down" (Nepoznato) – 2:51
13. "One of These Days I'm Gonna Sit Down and Talk to Paul" (Cash) – 3:20
14. "What on Earth (Will You Do for Heaven's Sake)" (Cash) – 2:44
15. "My Children Walk in the Truth" (Cash) – 2:50
16. "No Earthly Good" (Cash) – 1:51
17. "Sanctified" (Cash) – 2:33
18. "Lord, Lord, Lord" (Nepoznato) – 2:20
19. "What Is Man" (Cash) – 2:24
20. "Over the Next Hill (We'll Be Home)" (Cash) – 2:55
21. "A Half a Mile a Day" (Cash) – 4:25
22. "Farther Along" (Tradicionalna) – 2:57
23. "Life's Railway to Heaven" (M.E. Abbey/C.D. Tillman) – 2:14
24. "In the Sweet Bye and Bye" (S.F. Bennett/J.P. Webster) – 2:50

## Izvođači
- Johnny Cash - vokali, gitara, producent

### Tehničko osoblje
- Vic Anesini – mastering
- Charlie Bragg – tehničar
- John Carter Cash – izvršni producent
- Gregg Geller – producent, kompilacija
- John Jackson – redatelj projekta
- Greil Marcus – bilješke s omota
- Jim Marshall – fotografija
- Randall Martin – dizajn
- Rosa Menkes – producent
- Lou Robin – izvršni producent